# Strogino (stanice metra v Moskvě)
Strogino (rusky Строгино) je stanice moskevského metra na Arbatsko-Pokrovské lince. Otevřena byla 7. ledna roku 2008, práce na ni však probíhaly již delší dobu, s výstavbou se začalo ještě před rozpadem SSSR.
Strogino je hloubená mělce založená stanice, vybudovaná v otevřené jámě. Architekty stanice jsou A. Orlov a A. Někrasov. Má dva výstupy.